# Kingdom Story Company
Kingdom Story Company est une société de production cinématographique de films liés au  christianisme évangélique. Son siège est situé à Nashville, aux États-Unis.

## Histoire
La société a ses origines dans un projet des frères Erwin, de Kevin Downes, et de Tony Young en accord avec Lionsgate annoncé en 2018
. Elle a été fondée en 2019 sous le nom de Kingdom Studios à Anaheim . En septembre 2019, elle a annoncé la fondation d’une division de télévision. En 2020, elle a pris son nom actuel et a sorti son premier film J'y crois encore. En 2023, elle a sorti La Révolution de Jésus .